# Роша, Луиш (футболист, 1986)
Луиш Карлуш Роша Родригеш (порт. Luís Carlos Rocha Rodrigues; род. 13 августа 1986 года, Гимарайнш, Португалия), также известный как Роша (порт. Rocha), — португальский футболист, выступающий за португальский клуб «Санта-Клара» на позиции центрального защитника.
Играя в низших лигах до 26 лет, Луиш Роша провёл большую часть своей профессиональной карьеры во Второй лиге, отыграв более 250 матчей за семь клубов и добившись повышения в классе с клубами «Фамаликан», «Фаренсе», «Шавиш», «Морейренсе» и «Санта-Клара». Он также провёл 72 матча в Примейра-лиге за «Фейренсе» и «Санта-Клару», а также недолгое время выступал в белорусской Высшей лиге за минское «Динамо».

## Клубная карьера
Луиш Роша родился в Гимарайнше и до 26 лет выступал в низших лигах и любительском футболе, начав свою карьеру в клубе «Торкатенсе». В 2013 году он подписал контракт с клубом Второй лиги «Спортинг» из Ковильяна. 11 августа того же года Роша дебютировал на этом уровне, выйдя на поле в гостевом проигрышном (0:1) матче против «Маритиму B». Он забил свой первый гол во Второй лиге 5 октября, в выездном победном (2:1) матче с «Порту B».
9 июня 2016 года, после двух сезонов во Второй лиге за «Фреамунде», Роша перешёл в «Фейренсе», заключив с ним однолетний контракт. 15 августа того же года он дебютировал в Примейра-лиге, отыграв все 90 минут в выездном победном (2:0) матче против «Эшторил-Праи». В том сезоне Роша сыграл ещё в 17 матчах чемпионата, а «Фейренсе» по его итогам занял восьмое место.
24 сентября 2017 года Роша забил свой первый гол на высшем уровне Португалии, однако это не спасло его команду от домашнего разгромного поражения от «Белененсеша» со счётом 1:4. Второй его голу принёс «Фейренсе» домашнюю победу (1:0) над «Риу Аве», но на 36-й минуте этого же матча он был удалён с поля.
15 июня 2018 года, в возрасте 31 года, Роша впервые в своей карьере перешёл в иностранный клуб, в минское «Динамо», представлявшее белорусскую Высшую лигу. Он провёл девять матчей за эту команду, включая свои единственные в карьере четыре матча в еврокубках (квалификационные матчи Лиги Европы УЕФА), и забил один гол, открыв счёт в домашнем матче с командой «Динамо-Брест» (1:1) 28 октября.
В конце января 2019 года Роша по обоюдному соглашению покинул минский клуб и вернулся на родину, подписав контракт с «Фамаликаном», выступавшим тогда во Второй лиге, сроком на 2,5 года. Сыграв в десяти матчах и забив два гола, он тем самым помог своей команде выйти по итогам чемпионата в Примейру, но сам при этом остался во Второй лиге, в августе перейдя на правах аренды в клуб «Фаренсе».
5 июня 2020 года, после второго подряд повышения в классе команды, за которую он играл, Роша вновь остался во Второй лиге, став футболистом «Шавеша». Он забил пять голов в своём первом сезоне за этот клуб, в том числе 24 января 2021 года сделав дубль в домашнем победном (2:1) матче с «Арокой».
В июне 2022 года, добившись очередного повышения в классе, Роша снова решил остаться во Второй лиге, подписав однолетний контракт с недавно вылетевшим из Примейры «Морейренсе». В следующем сезоне он выиграл с ним чемпионат во Второй лиге, забив один гол.
В сезоне 2023/2024 Роша вновь вместе с клубом Второй лиги добился повышения в классе. На этот раз команда, с которой он это сделал, была «Санта-Клара».

## Достижения
Морейренсе
- Победитель Второй лиги: 2022/2023[англ.][17]

Санта-Клара
- Победитель Второй лиги: 2023/2024[англ.][19]

Индивидуальные
- Команда сезона Второй лиги Португалии: 2022/2023[20]